# Le Progrès
Le Progrès (deutsch „Der Fortschritt“) ist eine französische regionale Tageszeitung mit Sitz in Lyon. Sie wurde 1859 gegründet.

## Erscheinen, Auflage, Eigentumsverhältnisse
Die Zeitung erscheint sechsmal wöchentlich. Sie bedient die Départements Rhône, Drôme, Loire, Haute-Loire, Ain und Jura mit Ausnahme des Pays de Gex. Die gemittelte verkaufte Auflage der Printausgabe betrug 2020 etwa 152.000 Exemplare. Das Unternehmen gehört zur Mediengruppe Est Bourgogne Rhône Alpes (EBRA), die von der Bank Crédit Mutuel kontrolliert wird.

## Geschichte

### Von der Gründung bis zum Ersten Weltkrieg
Le Progrès wurde im Zweiten Kaiserreich von dem Lyoner Drucker Chanoine gegründet und erschien zum ersten Mal am 12. Dezember 1859. Die Auflage der ersten Ausgabe betrug 1000 Exemplare; gedruckt wurde im Untergeschoss des heute nicht mehr bestehenden Charité-Krankenhauses. Von den kaiserlichen Behörden wurde die Zeitung mehrfach am Erscheinen gehindert. In der Dritten Republik gewann sie unter anderem mit Beiträgen bekannter Politiker und Publizisten wie Jules Vallès, Léon Gambetta, Émile Zola, Jean Jaurès, Henri Barbusse, Édouard Herriot, Aristide Briand und André Tardieu an Bekanntheit.
1880 kaufte Léon Delaroche das Blatt. Er gilt im Selbstverständnis der Zeitung als deren eigentlicher Gründer. Delaroche machte die Zeitung volksnaher und führte Lokalausgaben ein. Zudem modernisierte er die Herstellung. Innerhalb eines Jahres wuchs die Auflage von 5000 auf 75.000 Exemplare. 1881 zog das Unternehmen vom Charité-Krankenhaus in ein ehemaliges Theater in der Rue de la République um. Nach dem Tod Léon Delaroches am 11. November 1897 führte zunächst dessen Witwe bis 1903 die Geschäfte weiter; anschließend übernahmen ihre Neffen Henri und Léon Delaroche das Unternehmen. 1910 betrug die Auflage 200.000 Exemplare.

### 1914 bis 1944
Im Ersten Weltkrieg florierte das Blatt trotz kriegsbedingter Zensur. Unmittelbar vor Ausbruch des Zweiten Weltkriegs überstieg die Auflage die Marke von 300.000 Exemplaren.
Léon Delaroche starb 1940. Sein Schwiegersohn Émile Brémond übernahm die Leitung des Progrès und wurde sofort mit der Situation nach der Niederlage Frankreichs konfrontiert, d. h. der Zweiteilung Frankreichs in eine von Deutschland besetzte Zone im Norden und Westen des Landes und eine „freie“, d. h. nicht von deutschen Truppen besetzte Zone im Südwesten, in der das Vichy-Regime herrschte und zu der auch Lyon gehörte. Brémond und die Mehrheit der Beschäftigten der Zeitung standen dem Regime ablehnend gegenüber. Die der Zensur unterworfene Zeitung veröffentlichte nur noch amtliche Bekanntmachungen und erschien auf einem einzigen Blatt. Nachdem am 11. November 1942 die deutsche Wehrmacht in Lyon einmarschiert war, stellte Brémond die Zeitung ein. Am 12. November 1942 erschien die letzte Nummer bis zur Befreiung. In der Folge engagierten sich zahlreiche Beschäftigte des Progrès in der Résistance.

### Nach dem Zweiten Weltkrieg
Wegen seiner konsequenten Haltung gegenüber Vichy und Besatzern gehörte der Progrès bei der Befreiung Frankreichs zu den wenigen Zeitungen in Frankreich, die nicht wegen Kollaboration mit dem Feind amtlich aufgelöst wurden. Am 8. September 1944 erschien zum ersten Mal wieder eine Nummer. 1946 war wieder eine Auflage von 150.000 Exemplaren erreicht, und es gab 10 verschiedene Lokalteile. Ende der 1940er Jahre war der Progrès die führende Tageszeitung in seinem Verbreitungsbereich und bediente in erster Linie die bürgerlich-republikanische, oft dem Parti radical nahestehende Leserschaft der gemäßigten Linken, während die kommunistische Klientel La Voix du Peuple las (die jedoch seit 1948 nur noch wöchentlich erschien). Der rechte und katholisch-konservative Teil des Spektrums wurde von La Liberté abgedeckt, die in 15 Départements und mit 21 Regionalausgaben erschien.
Die 1950er und 1960er Jahre waren unter anderem durch einen jahrelangen Konkurrenzkampf zwischen dem Lyoner Progrès und der in Grenoble ansässigen, bei Kriegsende gegründeten Regionalzeitung Le Dauphiné libéré geprägt. Er endete im September 1966 zunächst mit der Unterzeichnung eines Kooperationsabkommens zwischen den beiden Unternehmen, in dessen Rahmen im technischen Bereich und im Werbegeschäft zusammengearbeitet wurde. Nachdem 1979 Jean-Charles Lignel die Leitung von Le Progrès übernommen hatte, wurde die Zusammenarbeit mit dem Dauphiné libéré wieder eingestellt. 1983 wurde Le Dauphiné libéré von der Mediengruppe Socpresse des Unternehmers Robert Hersant aufgekauft, der drei Jahre später auch Le Progrès erwarb.
Die Onlineportal der Zeitung unter der Domain leprogres.fr existiert seit Mai 1996.
2004 übernahm der Milliardär Serge Dassault (1925–2018) die Socpresse und damit die Kontrolle über ein Medienimperium, dem neben dem Progrès auch andere Regionalzeitungen und nationale Titel wie Le Figaro und L’Express angehörten.
Im September 2009 wurde bekannt, dass die Bank Crédit Mutuel unter ihrem Direktor Michel Lucas das ausschließliche Eigentum an der Mediengruppe Est Bourgogne Rhône Alpes (EBRA) erwerben werde, zu der Le Progrès mittlerweile gehörte. Die Bank hielt zu diesem Zeitpunkt bereits 49 % der Akten. 2015 beherrschte EBRA den Regionalzeitungsmarkt im Osten Frankreichs mit den Titeln (Auflagen in Klammern) Le Républicain Lorrain (114.123), L’Alsace (83.254), Dernières Nouvelles d’Alsace (156.741), Le Bien Public (39.539), L’Est Républicain (134.775), Le Journal de Saône-et-Loire (51.853), Le Dauphiné libéré (219.568) und Le Progrès (196.102).